# Draba oxycarpa
Draba oxycarpa là một loài thực vật có hoa trong họ Cải. Loài này được Sommerf. mô tả khoa học đầu tiên năm 1833.